# Saison 21 de Grey's Anatomy
 (avril 2024).
La mise en forme du texte ne suit pas les recommandations de Wikipédia : il faut le « wikifier ».
Les points d'amélioration suivants sont les cas les plus fréquents. Le détail des points à revoir est peut-être précisé sur la page de discussion.
- Les titres sont pré-formatés par le logiciel. Ils ne sont ni en capitales, ni en gras.
- Le texte ne doit pas être écrit en capitales (les noms de famille non plus), ni en gras, ni en italique, ni en « petit »…
- Le gras n'est utilisé que pour surligner le titre de l'article dans l'introduction, une seule fois.
- L'italique est rarement utilisé : mots en langue étrangère, titres d'œuvres, noms de bateaux, etc.
- Les citations ne sont pas en italique mais en corps de texte normal. Elles sont entourées par des guillemets français : « et ».
- Les listes à puces sont à éviter, des paragraphes rédigés étant largement préférés. Les tableaux sont à réserver à la présentation de données structurées (résultats, etc.).
- Les appels de note de bas de page (petits chiffres en exposant, introduits par l'outil «  Source ») sont à placer entre la fin de phrase et le point final[comme ça].
- Les liens internes (vers d'autres articles de Wikipédia) sont à choisir avec parcimonie. Créez des liens vers des articles approfondissant le sujet. Les termes génériques sans rapport avec le sujet sont à éviter, ainsi que les répétitions de liens vers un même terme.
- Les liens externes sont à placer uniquement dans une section « Liens externes », à la fin de l'article. Ces liens sont à choisir avec parcimonie suivant les règles définies. Si un lien sert de source à l'article, son insertion dans le texte est à faire par les notes de bas de page.
- La présentation des références doit suivre les conventions bibliographiques. Il est recommandé d'utiliser les modèles {{Ouvrage}}, {{Chapitre}}, {{Article}}, {{Lien web}} et/ou {{Bibliographie}}. Le mode d'édition visuel peut mettre en forme automatiquement les références.
- Insérer une infobox (cadre d'informations à droite) n'est pas obligatoire pour parachever la mise en page.

Pour une aide détaillée, merci de consulter Aide:Wikification.
Si vous pensez que ces points ont été résolus, vous pouvez retirer ce bandeau et améliorer la mise en forme d'un autre article.
Chronologie
Saison 20 Saison 22
La saison 21 de la série télévisée Grey's Anatomy a été diffusée du 26 septembre 2024 au 15 mai 2025 sur le réseau américain ABC, avec un total de 18 épisodes.
Dans les pays francophones, elle a été diffusée en Belgique à partir du  18 avril au au 20 juin 2025 sur RTL TVI, en Suisse du 20 avril au 22 juin 2025 sur RTS 1 et en France du 23 avril au 25 juin 2025 sur TF1.

## Généralités
Le 2 avril 2024, la vingt-et-unième saison a été officiellement commandée. Ce renouvellement pour une nouvelle saison alors que seulement 3 épisodes de la saison 20 ont été diffusés à l'antenne est une preuve de la capacité de la série à se réinventer et à rester pertinente avec les nouveaux internes introduits durant la saison 19 et alors même qu'Ellen Pompeo, qui incarne le rôle titre, n'apparaît plus qu'occasionnellement dans la série.
De même, ce renouvellement précoce est une marque de confiance envers la nouvelle showrunner, Meg Marinis, qui a pris les rênes de la série lors de la saison précédente. Shonda Rhimes, la créatrice de la série, a déclaré : « La loyauté et l'amour des fans de Grey's Anatomy nous ont amenés à une 21e saison historique, et je ne pourrais pas être plus reconnaissante. Les scénarios de Meg Marinis sont des cadeaux qui permettent de garder la série dynamique, convaincante et vivante, et j'ai hâte de voir ce qu'elle a en réserve pour cette saison.»
La saison 21 a commencé sa diffusion en septembre 2024 aux États-Unis sur le réseau américain ABC pour s'achever en mai 2025.

## Intrigues
Alors que Catherine poursuit Meredith en justice pour la propriété de ses recherches révolutionnaires sur la maladie d'Alzheimer, elle décide également de s'en prendre à Bailey. Celle que l'on surnomme « le tyran » n'a pas hésité à se ranger du côté des stagiaires et à prendre la défense de Lucas, au point de gifler Catherine.
Jo, de son côté, tente de trouver le bon moment pour aborder sa grossesse surprise avec Link, le père de cet enfant. Ben, le mari de Bailey, revient pour terminer sa résidence médicale. Le Dr Sydney Heron revient au Grey Sloan Memorial Hospital pour remplacer Bailey après que celle-ci se soit fait renvoyer par Catherine.

## Distribution

### Acteurs principaux
- Ellen Pompeo (VF : Céline Mauge) : Dr  Meredith Grey (18/18 en voix off, 7/18 à l'écran)
- Chandra Wilson (VF : Zaïra Benbadis) : Dr Miranda Warren (18/18)
- James Pickens Jr. (VF : Thierry Desroses) :  Dr Richard Webber (18/18)
- Kevin McKidd (VF : Alexis Victor) : Dr Owen Hunt (14/18)
- Caterina Scorsone (VF : Elisabeth Ventura) : Dr Amélia Shepherd (14/18)
- Camilla Luddington (VF : Marie-Eugénie Maréchal) : Dr Josephine « Jo » Wilson (14/18)
- Jason George (VF : Denis Laustriat) : Dr Ben Warren (14/18)
- Kim Raver (VF : Juliette Degenne) : Dr Teddy Hunt (14/18)
- Jake Borelli (VF : Arnaud Laurent) : Dr Levi Schmitt (8/18)
- Chris Carmack (VF : Marc Arnaud) : Dr Atticus « Link » Lincoln (14/18)
- Anthony Hill (VF : Stanislas Forlani) : Dr Winston Ndugu (18/18)
- Alexis Floyd (VF : Aurélie Konaté) : Dr Simone Griffith (18/18)
- Harry Shum Jr (VF : Julien Rampon) : Dr Benson « Blue » Kwan (18/18)
- Adelaide Kane (VF : Jessica Monceau) : Dr Jules Millin (18/18)
- Midori Francis (VF : Célia Asensio) : Dr Mika Yasuda (7/18)
- Niko Terho (VF : Pascal Nowak) : Dr Lucas Adams (18/18)

### Acteurs récurrents
- Debbie Allen (VF : Dominique Westberg) : Dr Catherine Fox
- Scott Speedman (VF : Jean-Pierre Michaël) : Dr Nick Marsh
- Kali Rocha (VF : Brigitte Aubry) : Dr Sydney Heron
- Michael Thomas Grant (VF : Gabriel Bismuth-Bienaimé) : James Morgan
- Natalie Morales (VF : Olivia Luccioni) : Dr Monica Beltran
- Sophia Bush (VF : Barbara Delsol) : Dr  Cass Beckman
- Floriana Lima (VF : Caroline Bourg) : Nora Young
- Dianne Doan (VF : Geneviève Doang) : Molly Tran
- Jaicy Elliot (VF : Diane Kristanek) : Dr Taryn Helm
- Piper Perabo (VF : Adeline Moreau) : Jenna Gatlin

### Invités
- Jesse Williams (VF : Rémi Caillebot) : Dr Jackson Avery
- Julia Rose (VF : Lisa Caruso) : Chloe Yasuda
- Jack McBrayer (VF : Loïc Guingand) : Tom Costello
- Wil Traval: Dr David Beckman
- Vinessa Antoine (VF : Fily Keita) : Skye Williams
- Victoria N. Alcala : Jackie Williams
- Igby Rigney (VF : Kévin Goffette) :  Dr Scott Marcus
- Aniela Gumbs (VF : Kaycie Chase) : Zola Grey Shepherd
- Greg Germann (VF : Pierre Tessier) : Dr Tom Koracick
- Lena Waithe (VF : Virginie Emane) : Dr Evynn Moore
- Craig Bierko (VF : Constantin Pappas) : Dr Joseph Chase

## Épisodes

### Épisode 1:Pour un monde meilleur
- États-Unis /  Canada : 26 septembre 2024 sur ABC / CTV
- Belgique : 18 avril 2025 sur RTL TVI
- Suisse : 20 avril 2025 sur RTS 1
- France : 23 avril 2025 sur TF1

- États-Unis: 2,70 millions de téléspectateurs (première diffusion)

- Debbie Allen (Dr Catherine Fox)
- Kali Rocha (Dr Sydney Heron)
- Jesse Williams (Dr Jackson Avery)
- Dianne Doan (Molly Tran)

- Retour de l'actrice Kali Rocha qui n'était pas apparue dans Grey's Anatomy depuis 17 ans. Sa dernière apparition remonte à l'épisode 8 de la saison 4.
- Retour de l'acteur Jason George (Dr Ben Warren) dans la distribution principale.
- Bien que crédités, les acteurs Kevin McKidd et Kim Raver n'apparaissent pas dans cet épisode.

### Épisode 2:Quelques bribes de souvenir
- États-Unis /  Canada : 3 octobre 2024 sur ABC / CTV
- Belgique : 18 avril 2025 sur RTL TVI
- Suisse : 20 avril 2025 sur RTS 1
- France : 23 avril 2025 sur TF1

- États-Unis: 2,51 millions de téléspectateurs (première diffusion)

- Debbie Allen (Dr Catherine Fox)
- Natalie Morales (Dr Monica Beltran)
- Kali Rocha (Dr Sydney Heron)
- Floriana Lima (Nora Young)
- Michael Thomas Grant (James Morgan)
- Dianne Doan (Molly Tran)

- Bien que crédités, les acteurs Camilla Luddington, Chris Carmack et Jason George n'apparaissent pas dans cet épisode.
- Première apparition de James Morgan (Michael Thomas Grant).

### Épisode 3:Bas les masques
- États-Unis /  Canada : 10 octobre 2024 sur ABC / CTV
- Belgique : 25 avril 2025 sur RTL TVI
- France : 30 avril 2025 sur TF1
- Suisse : 2025 sur RTS 1

- États-Unis: 2,36 millions de téléspectateurs (première diffusion)

- Debbie Allen (Dr Catherine Fox)
- Kali Rocha (Dr Sydney Heron)
- Scott Speedman (Dr Nick Marsh)
- Michael Thomas Grant (James Morgan)
- Jack McBrayer (Tom Costello)

### Épisode 4:La Petite Sœur
- États-Unis /  Canada : 17 octobre 2024 sur ABC / CTV
- Belgique : 25 avril 2025 sur RTL TVI
- Suisse : 27 avril 2025 sur RTS 1
- France : 30 avril 2025 sur TF1

- États-Unis: 2,04 millions de téléspectateurs (première diffusion)

- Julia Rose (Chloe Yasuda)
- Jaicy Elliot (Dr Taryn Helm)
- Michael Thomas Grant (James Morgan)

- Bien que créditée, l'actrice Caterina Scorsone n'apparaît pas dans cet épisode.
- Ellen Pompeo est uniquement présente en tant que voix off dans cet épisode.

### Épisode 5:Au cœur de l'orage
- États-Unis /  Canada : 24 octobre 2024 sur ABC / CTV
- Suisse : 27 avril 2025 sur RTS 1
- Belgique : 2 mai 2025 sur RTL TVI
- France : 7 mai 2025 sur TF1

- États-Unis: 2,17 millions de téléspectateurs (première diffusion)

- Natalie Morales (Dr Monica Beltran)
- Michael Thomas Grant (James Morgan)

- Bien que créditée, l'actrice Midori Francis n'apparaît pas dans cet épisode.
- Ellen Pompeo est uniquement présente en tant que voix off dans cet épisode.

### Épisode 6:Garde de nuit
- États-Unis /  Canada : 7 novembre 2024 sur ABC / CTV
- Belgique : 2 mai 2025 sur RTL TVI
- Suisse : 4 mai 2025 sur RTS 1
- France : 7 mai 2025 sur TF1

- États-Unis: 2,04 millions de téléspectateurs (première diffusion)

- Sophia Bush (Dr Cass Beckman)
- Natalie Morales (Dr Monica Beltran)
- Michael Thomas Grant (James Morgan)
- Jaicy Elliot (Dr Taryn Helm)
- Julia Rose (Chloe Yasuda)
- Wil Traval (Dr David Beckman)

- Première apparition de Cass Beckham (Sophia Bush).
- Ellen Pompeo est uniquement présente en tant que voix off dans cet épisode.
- Bien que crédité, l'acteur Jason George n'apparaît pas dans cet épisode.
- Il s'agit du deuxième épisode de la série dont le titre français est Garde de nuit : le premier était l'épisode 9 de la saison 7.

### Épisode 7:L'Une des nôtres
- États-Unis /  Canada : 14 novembre 2024 sur ABC / CTV
- Suisse : 4 mai 2025 sur RTS 1
- Belgique : 9 mai 2025 sur RTL TVI
- France : 14 mai 2025 sur TF1

- États-Unis: 2,13 millions de téléspectateurs (première diffusion)

- Michael Thomas Grant (James Morgan)
- Julia Rose (Chloe Yasuda)

- Ellen Pompeo est uniquement présente en tant que voix off dans cet épisode.
- Bien que créditée, l'actrice Caterina Scorsone n'apparaît pas dans cet épisode.
- Départ de l'acteur Jake Borelli (Dr Levi Schmitt) de la distribution principale.

### Épisode 8:Coup de chaleur
- États-Unis /  Canada : 21 novembre 2024 sur ABC / CTV
- Belgique : 9 mai 2025 sur RTL TVI
- France : 14 mai 2025 sur TF1
- Suisse : 4 mai 2025 sur RTS 1

- États-Unis: 2,28 millions de téléspectateurs (première diffusion)

- Floriana Lima (Nora Young)
- Sophia Bush (Dr Cass Beckman)
- Vinessa Antoine (Skye Williams)
- Victoria N. Alcala (Jackie Williams)
- Dianne Doan (Molly Tran)

- Ellen Pompeo est uniquement présente en tant que voix off dans cet épisode.
- Départ de l'actrice Midori Francis (Dr Mika Yasuda) de la distribution principale.

### Épisode 9:Plus dure sera la chute
- États-Unis /  Canada : 6 mars 2025 sur ABC / CTV
- Suisse : 18 mai 2025 sur RTS 1
- France : 21 mai 2025 sur TF1
- Belgique : 2025 sur RTL-TVI

- États-Unis: 2,24 millions de téléspectateurs (première diffusion)

- Floriana Lima (Nora Young)
- Dianne Doan (Molly Tran)
- Vinessa Antoine (Skye Williams)
- Victoria N. Alcala (Jackie Williams)
- Igby Rigney (Dr Scott Marcus)

- Ellen Pompeo est uniquement présente en tant que voix off dans cet épisode.

### Épisode 10:L'Esprit d'équipe
- États-Unis /  Canada : 13 mars 2025 sur ABC / CTV
- Suisse : 18 mai 2025 sur RTS 1
- France : 21 mai 2025 sur TF1
- Belgique : 2025 sur RTL-TVI

- États-Unis: 1,96 million de téléspectateurs (première diffusion)

- Debbie Allen (Dr Catherine Fox)
- Scott Speedman (Dr Nick Marsh)
- Jaicy Elliot (Dr Taryn Helm)
- Lena Waithe (Dr Evynn Moore)
- Vinessa Antoine (Skye Williams)

- Bien que crédités les acteurs Kevin McKidd et Kim Raver n'apparaissent pas dans cet épisode.

### Épisode 11:La Chasse au trésor
- États-Unis /  Canada : 20 mars 2025 sur ABC / CTV
- Suisse : 25 mai 2025 sur RTS 1
- France : 28 mai 2025 sur TF1
- Belgique : 2025 sur RTL-TVI

- États-Unis: 2,39 millions de téléspectateurs (première diffusion)

- Debbie Allen (Dr Catherine Fox)
- Scott Speedman (Dr Nick Marsh)
- Sophia Bush (Dr Cass Beckman)
- Dianne Doan (Molly Tran)
- Lena Waithe (Dr Evynn Moore)

- Bien que crédité les acteurs Camilla Luddington et Chris Carmack n'apparaissent pas dans cet épisode.

### Épisode 12:Opération solo
- États-Unis /  Canada : 27 mars 2025 sur ABC / CTV
- France : 28 mai 2025 sur TF1
- Suisse : 1er juin 2025 sur RTS 1
- Belgique : 2025 sur RTL-TVI

- États-Unis: 2,42 millions de téléspectateurs (première diffusion)

- Natalie Morales (Dr Monica Beltran)
- Scott Speedman (Dr Nick Marsh)
- Dianne Doan (Molly Tran)
- Aniela Gumbs (Zola Grey Shepherd)
- Greg Germann (Dr Tom Koracick)

- Bien que crédité l'acteur Jason George n'apparaît pas dans cet épisode.

### Épisode 13:Ce qui se passe à Oakland…
- États-Unis /  Canada : 3 avril 2025 sur ABC / CTV
- Suisse : 1er juin 2025 sur RTS 1
- France : 11 juin 2025 sur TF1
- Belgique : 2025 sur RTL-TVI

- États-Unis: 2,12 millions de téléspectateurs (première diffusion)

- Scott Speedman (Dr Nick Marsh)
- Sophia Bush (Dr Cass Beckman)
- Floriana Lima (Nora Young)
- Dianne Doan (Molly Tran)
- Igby Rigney (Dr Scott Marcus)

- Ellen Pompeo est uniquement présente en tant que voix off dans cet épisode.
- Bien que crédité l'acteur Chris Carmack n'apparaît pas dans cet épisode.

### Épisode 14:Une bonne leçon
- États-Unis /  Canada : 10 avril 2025 sur ABC / CTV
- Suisse : 8 juin 2025 sur RTS 1
- France : 11 juin 2025 sur TF1
- Belgique : 2025 sur RTL-TVI

- États-Unis: 2,02 millions de téléspectateurs (première diffusion)

- Craig Bierko (Dr Joseph Chase)

- Ellen Pompeo est uniquement présente en tant que voix off dans cet épisode.
- Bien que crédité les acteurs Caterina Scorsone et Camilla Luddington n'apparaissent pas dans cet épisode.

### Épisode 15:Le Laveur de vitres
- États-Unis /  Canada : 17 avril 2025 sur ABC / CTV
- Suisse : 8 juin 2025 sur RTS 1
- France : 18 juin 2025 sur TF1

- États-Unis: 1,88 millions de téléspectateurs (première diffusion)

- Debbie Allen (Dr Catherine Fox)
- Jaicy Elliot (Dr Taryn Helm)

- Bien que crédité les acteurs Kevin McKidd, Caterina Scorsone, Camilla Luddington, Kim Raver et Chris Carmack n'apparaissent pas dans cet épisode.
- Ellen Pompeo est uniquement présente en tant que voix off dans cet épisode.

### Épisode 16:La Petite Exploratrice
- États-Unis /  Canada : 1er mai 2025 sur ABC / CTV
- Suisse : 15 juin 2025 sur RTS 1
- France : 18 juin 2025 sur TF1
- Belgique : 2025 sur RTL-TVI

- États-Unis: 2,04 millions de téléspectateurs (première diffusion)

- Natalie Morales (Dr Monica Beltran)
- Jaicy Elliot (Dr Taryn Helm)
- Piper Perabo (Jenna Gatlin)

- Bien que crédité les acteurs Kevin McKidd, Jason George et Kim Raver n'apparaissent pas dans cet épisode.
- Ellen Pompeo est uniquement présente en tant que voix off dans cet épisode.

### Épisode 17:Quelques mots d'amour
- États-Unis /  Canada : 8 mai 2025 sur ABC / CTV
- Suisse : 22 juin 2025 sur RTS 1
- France : 25 juin 2025 sur TF1

- États-Unis: 2,04 millions de téléspectateurs (première diffusion)

- Jake Borelli (Dr Levi Schmitt)
- Piper Perabo (Jenna Gatlin)
- Jaicy Elliot (Dr Taryn Helm)
- Michael Thomas Grant (James Morgan)
- Floriana Lima (Nora Young)

- Ellen Pompeo est uniquement présente en tant que voix off dans cet épisode.
- L'acteur Jake Borelli (Levi Schmitt) revient le temps d'un épisode après avoir quitté la série dans l'épisode 7 de cette même saison.

### Épisode 18:Et si c'était le dernier jour…
- États-Unis /  Canada : 15 mai 2025 sur ABC / CTV
- Suisse : 22 juin 2025 sur RTS 1
- France : 25 juin 2025 sur TF1

- États-Unis: 2,28 millions de téléspectateurs (première diffusion)

- Debbie Allen (Dr Catherine Fox)
- Natalie Morales (Dr Monica Beltran)
- Floriana Lima (Nora Young)
- Piper Perabo (Jenna Gatlin)

- Départ possible de l'acteur Chris Carmack (Dr Atticus « Link » Lincoln) de la distribution principale.